# (853) Nansenia
(853) Nansenia ist ein Asteroid des Hauptgürtels, der am 2. April 1916 vom russischen Astronomen Sergej Ivanovich Beljavski am Krim-Observatorium in Simejis entdeckt wurde.
Benannt ist der Asteroid nach dem norwegischen Polarforscher Fridtjof Nansen.